# Dobra Kuća
 Ovo je glavno značenje pojma Dobra Kuća. Za druga značenja pogledajte Dobra Kuća (utvrda).
Dobra Kuća je naselje u Republici Hrvatskoj, u sastavu općine Đulovac, Bjelovarsko-bilogorska županija.
U blizini se nalazi srednjovjekovna utvrda istoimenog naziva: Dobra kuća (utvrda).

## Stanovništvo
Prema popisu stanovništva iz 2001. godine, naselje je imalo 19 stanovnika te 9 obiteljskih kućanstava.
| broj stanovnika | 58    | 66    | 69    | 100   | 219   | 164   | 133   | 127   | 137   | 153   | 144   | 120   | 86    | 75    | 19    | 15    | 16    |
|                 | 1857. | 1869. | 1880. | 1890. | 1900. | 1910. | 1921. | 1931. | 1948. | 1953. | 1961. | 1971. | 1981. | 1991. | 2001. | 2011. | 2021. |